# Grindavik (cratera)
A cratera Grindavik é uma cratera no quadrângulo de Oxia Palus em Marte, localizada a 25.39° latitude norte e 39.07º longitude oeste. A cratera possui um diâmetro de 12 km e recebeu este nome em referência à cidade de Grindavík na Islândia. 